# La Dorotea
La Dorotea és una obra de Lope de Vega inspirada en La Celestina on s'explica les relacions d'una jove, qui dona nom al llibre, amb dos homes de diferent condició. Constitueix una reflexió sobre l'amor, la virtut i les pressions socials.

## Argument
Dorotea manté una relació amb Fernando però la seva mare no ho aprova perquè aquest és pobre. Aconsellada per Gerarda, una vella alcavota i amiga, concerta una cita de la noia amb Bela, un home de fortuna i la insta a casar-s'hi. Fernando fuig amb despit i la noia vol suïcidar-se per pena. Animada per la seva germana, es resigna a una vida amb Bela, qui la tracta cortesament. Fernando, passat un temps, torna a la ciutat perquè vol recuperar-la i convoca a un duel a Bela, a qui assassina. Sembla que no hi ha obstacles per a la reunió dels amants però Fernando decideix abandonar Dorotea i tornar amb una antiga amant. Ella es retira a un convent per la resta dels seus dies.

## Anàlisi
L'autor qualifica el gènere com "acció en prosa" de manera significativa. No opta per adscriure-ho a una novel·la per la quantitat de reflexions que acompanyen la trama i el rerefons autobiogràfic de l'acció i no usa el vers, com fa al teatre, per dotar de més versemblança als diàlegs. D'altra banda presenta característiques purament teatrals, com la divisió en actes i escenes. En aquest sentit, imita conscientment les ambigüitats genèriques del seu model La Celestina. La ubicació en l'estricta contemporaneïtat allunya el llibre de les novel·les del seu temps, centrades en exotismes (com la novel·la bizantina) o en un temps passat (com la de cavalleries) o bé en tractar les desventures de classe a la manera de la novel·la picaresca. El final infeliç i l'ensenyament moral són propis de la tragèdia clàssica. Els diàlegs dels personatges estan plens de cites i comentaris erudits, com succeïa a moltes obres barroques, però sovint tenen una intenció paròdica, on Lope es rebel·la contra els corrents poètics del seu temps, tal com amb el seu teatre va trencar amb les convencions del gènere.
S'han assenyalat nombrosos punts de coincidència entre la jove i Elena Osorio, l'amor frustrat de l'autor a qui dedica nombrosos versos. Per no poder seguir el seu cor, la jove acaba sola i en un convent. Tanmateix, la visió de la dona és una mica més amable que la que apareix en obres prèvies. Destaca també el tractament positiu del rival amorós (Bela) en contrast amb el caràcter ambivalent del poeta (Fernando), el qual representaria la posició de l'autor a la vida real.